# Graça Machel
Graça Machel, født Graça Simbine (født 17. oktober 1945) i Incadine, Moçambique, har været Nelson Mandelas hustru fra 18. juli 1998 til Nelson Mandelas død 5. december 2013. 
Machel er enke efter Moçambiques tidligere præsident Samora Machel. Hun var Moçambiques førstedame fra 1975 til 1986 og Sydafrikas førstedame fra 1998 til 1999. 
Machel og hendes mand, Nelson Mandela, modtog i 2005 Global Friend's Award. 